# Dark Thrones and Black Flags
Albums de Darkthrone
Frostland Tapes
(2009) Circle the Wagons
(2010)
Dark Thrones and Black Flags est le treizième album studio du groupe de Black metal norvégien Darkthrone. L'album est sorti le 20 octobre 2008 sous le label Peaceville Records.
L'album est bien dans la continuité des albums précédents de la discographie de Darkthrone, c'est-à-dire qu'il s'agit d'un album de Black metal teinté de fortes influences Crust punk.

## Musiciens
- Nocturno Culto - chant, guitare, basse
- Fenriz - batterie, chant

## Liste des morceaux
| 1.    | The Winds They Called The Dungeon Shaker         |  | 3:52 |
| 2.    | Death Of All Oaths (Oath Minus)                  |  | 4:16 |
| 3.    | Hiking Metal Punks                               |  | 3:21 |
| 4.    | Blacksmith Of The North (Keep That Ancient Fire) |  | 3:13 |
| 5.    | Norway In September                              |  | 5:46 |
| 6.    | Grizzly Trade                                    |  | 4:16 |
| 7.    | Hanging Out In Haiger                            |  | 3:22 |
| 8.    | Dark Thrones And Black Flags                     |  | 2:24 |
| 9.    | Launchpad To Nothingness                         |  | 4:31 |
| 10.   | Witch Ghetto                                     |  | 3:56 |
| 38:57 |                                                  |  |      |